# Luk Van Biesen
Luk Van Biesen (Brussel, 26 juni 1960) is een Belgisch ondernemer en politicus voor de Volksunie en vervolgens de VLD / Open Vld.

## Levensloop
Na studies aan het Solvayinstituut (VUB) werd Van Biesen beroepshalve ondernemer. Hij was achtereenvolgens kaderlid bij Olivetti België, financieel directeur bij Metallo Cheminique International in Beerse, Bilbao en Saint Louis (VS), zaakvoerder van het Crelan-agentschap in Kraainem en ten slotte zaakvoerder van het boekhoudkantoor Kroton in Kraainem.
Hij werd politiek actief bij de VUJO en bij de lokale verkiezingen van oktober 1982 werd hij voor deze partij voor de eerste maal voor deze partij als gemeenteraadslid te Kraainem. In 1992 verliet hij de Volksunie en maakte hij de overstap naar de VLD, waar hij samen met oud-schepen en eindredacteur van Het Laatste Nieuws Louis Hereng (PVV) uit de Kraainemse VU-PVV-as de lokale VLD smeedde. Van oktober 1998 tot september 2004 was hij in deze gemeente tevens schepen.
Hij was lid van de Kamer van volksvertegenwoordigers van juli 2004 tot mei 2010 ter vervanging van Annemie Neyts en opnieuw van december 2011 tot mei 2019, tot aan de verkiezingen van mei 2014 ter vervanging van staatssecretaris Maggie De Block. In mei 2014 werd hij op rechtstreekse wijze herkozen. Als parlementslid was Van Biesen actief in de commissies Financiën en Begroting en Grondwet. In 2015 diende Luk Van Biesen samen met Ahmed Laaouej (PS) een wetsvoorstel in waardoor vorderingen van aasgierfondsen in België praktisch onuitvoerbaar zouden worden. Eveneens in 2015, op 27 januari, verliet hij de lokale politiek van Kraainem. Bij de federale verkiezingen van mei 2019 werd hij niet herkozen als Kamerlid.
In 2016 kwam hij onder vuur te liggen nadat hij Meryame Kitir, die Marokkaanse roots heeft, in de Kamer zou toegeroepen hebben "beter terug te keren naar Marokko" tijdens een parlementair debat over de sluiting van een Belgische afdeling van het bedrijf Caterpillar, die veel ontslagen met zich meebracht. Hij wierp tegen dat hij iets anders had geroepen, namelijk dat "als de arbeiders van Caterpillar zo performant zijn, dan zullen ze tot in Marokko, Turkije of in de rest van de wereld werk vinden", maar verontschuldigde zich later toch. Enkele weken later bleef hij echter bij zijn versie van de uitspraak.
Bij de gemeenteraadsverkiezingen van oktober 2018 voerde Van Biesen de Open Vld-lijst in Zemst aan. Hij raakte verkozen als gemeenteraadslid en bekleedde dit mandaat tot eind 2024. In oktober 2024 raakte hij niet herkozen.